# 梅德拉诺
梅德拉诺，是西班牙拉里奥哈自治区的一个市镇。总面积8平方公里，总人口206人（2001年），人口密度26人/平方公里。